# Elke Windisch
Elke Windisch (* 1951 in Demmin) ist eine deutsche Journalistin, die auch als Autorin und Filmemacherin tätig ist.

## Leben und Werk
Windisch studierte ab 1969 Turkologie, Iranistik und Slawistik an der Berliner Humboldt-Universität. Seit 1973 ist sie journalistisch tätig. Seit 1992 ist Windisch ständige Russland-Korrespondentin einer Reihe deutscher und österreichischer Printmedien und als Zentralasienexpertin für das deutsche Fernsehen tätig. Daneben war sie von 1992 bis 1994 für den russischen Auslandsrundfunk Stimme Russlands tätig. Zurzeit ist Windisch Moskau-Korrespondentin des Tagesspiegels. Als Filmemacherin und Dokumentarfilmerin arbeitete Windisch für die renommierten Reihen Terra X und Länder – Menschen – Abenteuer.
Buchveröffentlichungen erscheinen vornehmlich zu Themen ihrer journalistischen Arbeit wie Zentralasien; Windisch ist auch Übersetzerin aus dem Russischen.

## Veröffentlichungen (Auswahl)

### Bücher
- Zurück nach Europa: Reportagen aus Russland. Forum Verlag, Leipzig 1992, ISBN 3-86151-040-5
- Politische Reisereportagen. Dağyeli, Berlin 2007 (2., überarbeitete und aktualisierte Auflage 2010), ISBN 978-3-935597-80-7

### Filme
- Pulverfass Dagestan. Arte und MDR, 2000
- Alexanders Aphrodite. (Terra X) ZDF 2000
- Dagestan – Land über den Wolken. Arte, 2004
- Wasser für Anahita. Arte und RBB, 2005